# Спанаков лапад
Спанаков лапад (Rumex patientia) – широко разпространен вид лапад (Rumex) от семейство лападови. Често отглеждан като зеленчукова култура.